# Lluís Alcanyís
Lluís Alcanyís (en catalan), parfois Luis Alcañiz (en castillan), né à Xàtiva en  1440 et mort à Valence en 1506, est un poète et médecin valencien.

## Biographie
Issu d'une famille judéo-converse, il occupe la première chaire de médecine de l'université de Valence nouvellement créée. De son activité littéraire, il ne reste qu'un seul poème, inclus dans Les obres o trobes davall scrites les quals tracten de la sacratíssima Verge Maria (ca) (Valence, 1474). Cependant, son œuvre principale est le traité médical Regiment preservatiu e curatiu de la pestilencia, compost per mestre Luis Alcanys mestre en medecina, consistant en une série d'instructions pour prévenir et guérir la peste. L'Inquisition établie par les rois catholiques quelques années plus tôt l'accusait, ainsi que sa seconde épouse, Elionor Esparça, de pratiquer le judaïsme. Aliénor fut condamnée à mort et brûlée vive par l'Inquisition le 19 septembre 1505. Lluís Alcanyís mourut sur le bûcher le 23 novembre 1506.
Seuls trois exemplaires de Del Regiment preservatiu sont conservés dans le monde, dont l'un se trouve dans la Bibliothèque valencienne Nicolau Primitiu.
L’hôpital de Xàtiva est nommé en son honneur.